# Voglio fare l'amore
Voglio fare l'amore è un brano musicale scritto e cantato da Gianna Nannini nel 1988, pubblicato nel 1989 come secondo singolo estratto dall'album Malafemmina, uscito nel settembre dell'anno precedente.

## Tracce
1. Voglio fare l'amore – 4:02

## Hit Parade Italia - Classifica Singoli
| Settimana | 01 | 02 |
| --------- | -- | -- |
| Posizione | 21 | 19 |